# 엔시클로페디아 리브레 우니베르살 엔 에스파뇰

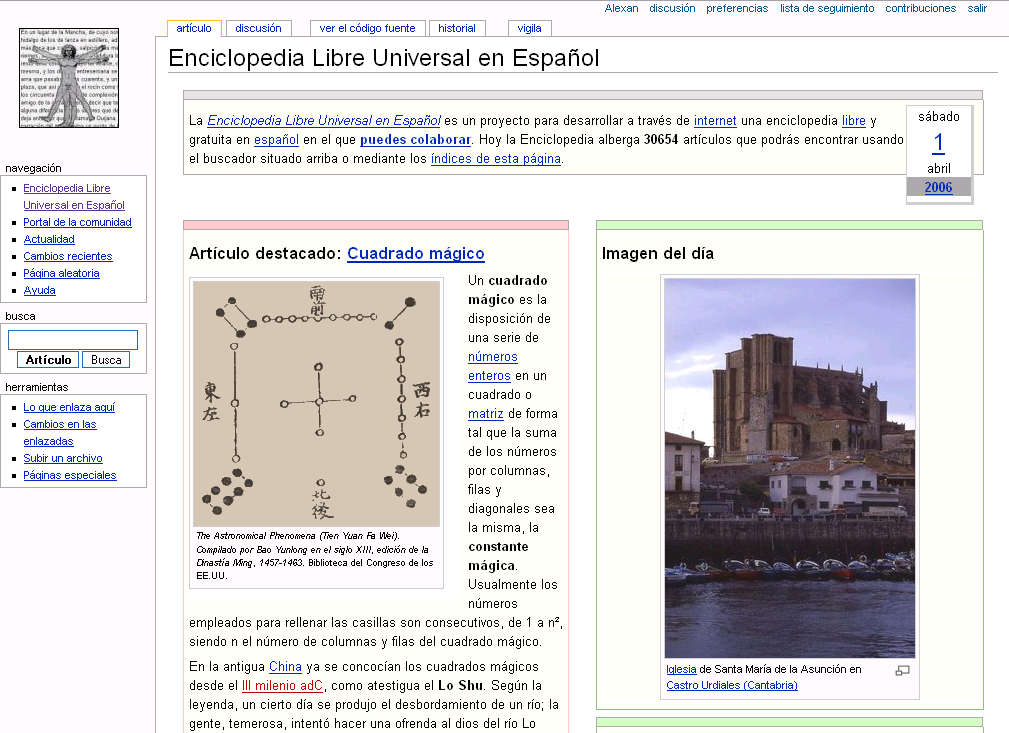
2016년 4월 대문 페이지의 스크린샷

엔시클로페디아 리브레 우니베르살 엔 에스파뇰(스페인어: Enciclopedia Libre Universal en Español)은 스페인어 위키 백과사전이다. 위키백과가 광고부착을 추진하는 것 등에 반발해 스페인어 위키백과의 포크로 시작되었다.

## 같이 보기
- 바이두백과
- 온라인 백과사전 목록